# Henri Lebasque

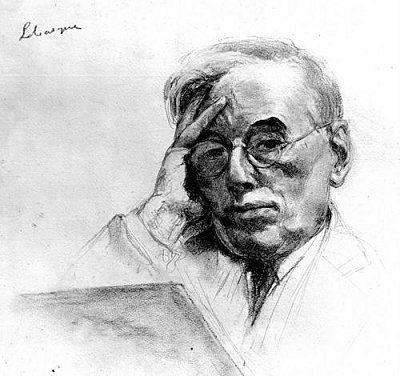
Henri Lebasque, zelfportret

Henri Lebasque (Champigné, Maine-et-Loire, 25 september 1865 – Le Cannet, 7 augustus 1937) was een Frans kunstschilder. Hij wordt gerekend tot het impressionisme, ook wel tot postimpressionisme.

## Leven en werk
Lebasque begon zijn studies aan de École des Beaux-Arts te Angers en ging in 1886 naar Parijs, waar hij een leerling werd van Léon Bonnat. Hij assisteerde in 1889 Ferdinand Humbert bij het maken van muurschilderingen voor het Panthéon. In de jaren 1890 ontmoette hij de impressionisten Camille Pissarro, Paul Signac en Georges Seurat, die een grote invloed op hem zouden uitoefenen, met name in zijn kleur- en lichtgebruik. Ook kwam hij in contact met de schilders van de Groupe de Lagny en Les Nabis, van wie hij een meer postimpressionistische stijl overnam. In 1896 exposeerde hij voor het eerst in de Parijse salon. Samen onder andere met zijn vriend Henri Matisse behoorde hij in 1903 tot de oprichters van Salon d'Automne.
Lebasque was rond de eeuwwisseling regelmatig te vinden op Montmartre, maar maakte ook regelmatig reizen naar de Vendée, Normandië en Bretagne. In de zomermaanden werkte hij vaak aan de Côte d'Azur, onder andere in Saint-Tropez, samen met collega-kunstenaars als Henri Manguin en Pierre Bonnard. In 1924 vestigde hij zich definitief in het kunstenaarsstadje Le Cannet, waar hij uiteindelijk ook zou overlijden, in 1937, op 71-jarige leeftijd.
Werk van Lebasque is onder andere te zien in het Musée d'Orsay en het Petit Palais te Parijs, het Musée des Beaux-Arts te Angers, het Musée des Beaux-Arts de Nantes en het Museum voor Schone Kunsten te Rijsel.

## Galerij

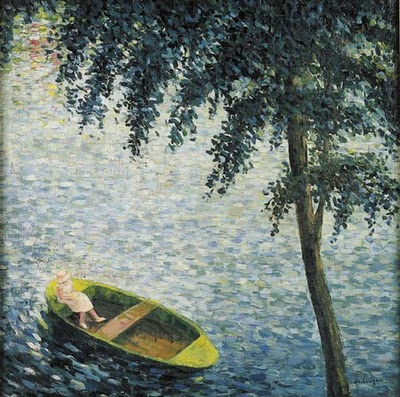
Fille en bateau
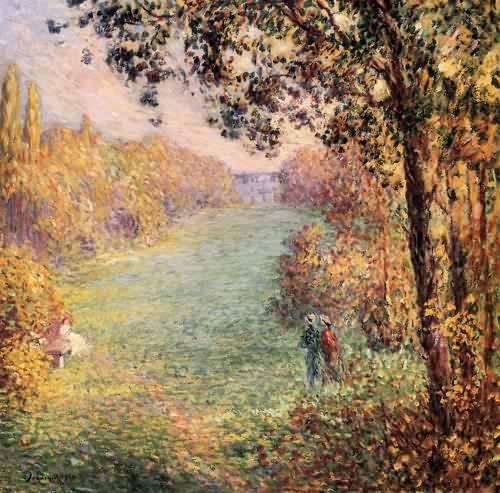
Automne
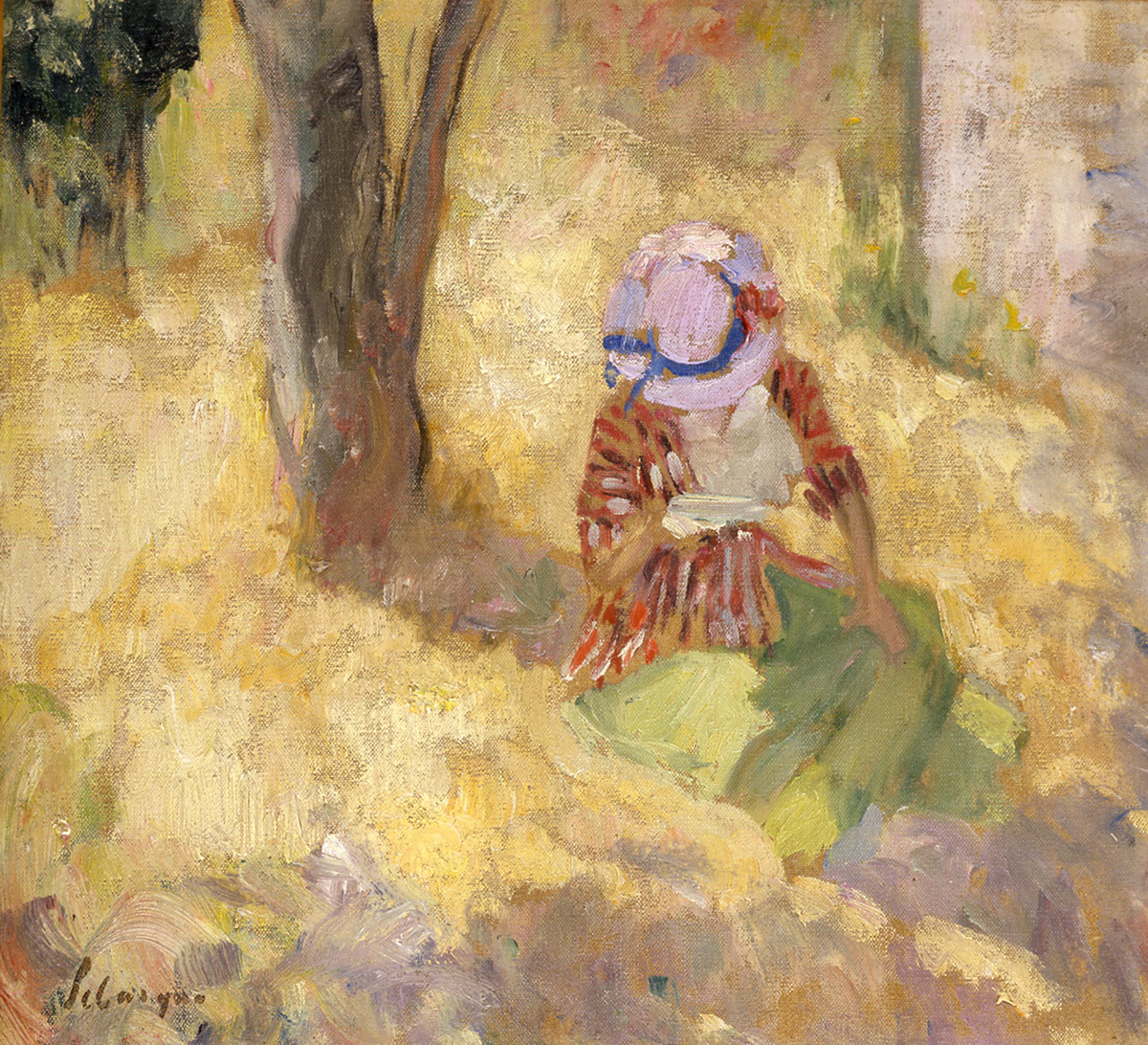
Jeune femme lisant dans un jardin
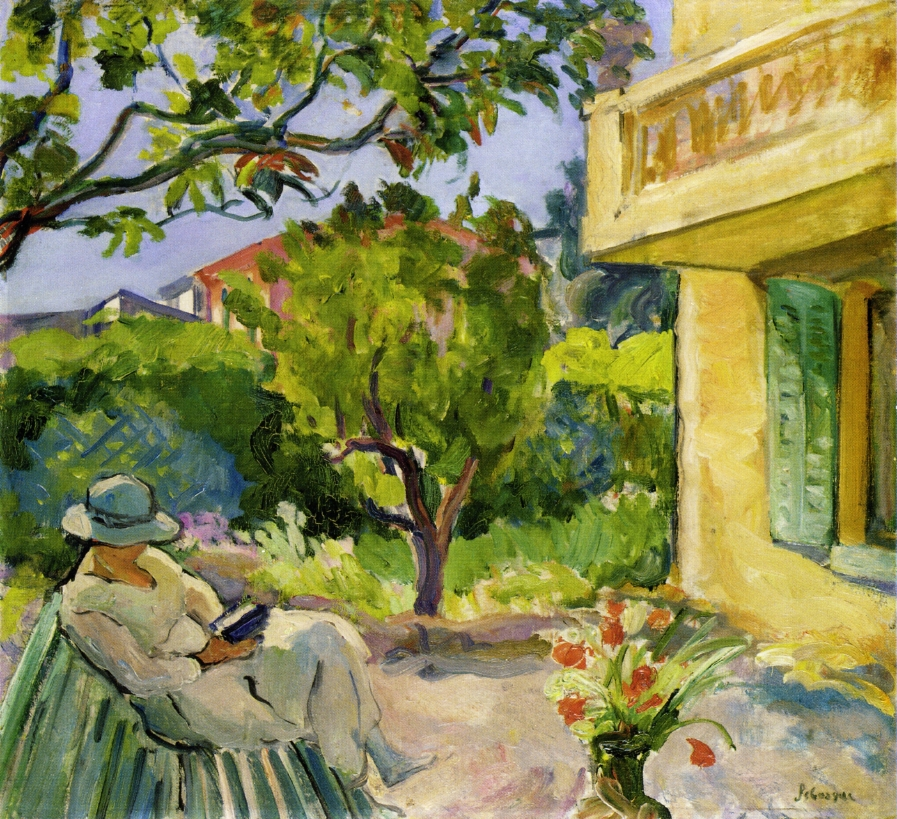
Madame Lebasque lisant en jardin, Le Cannet
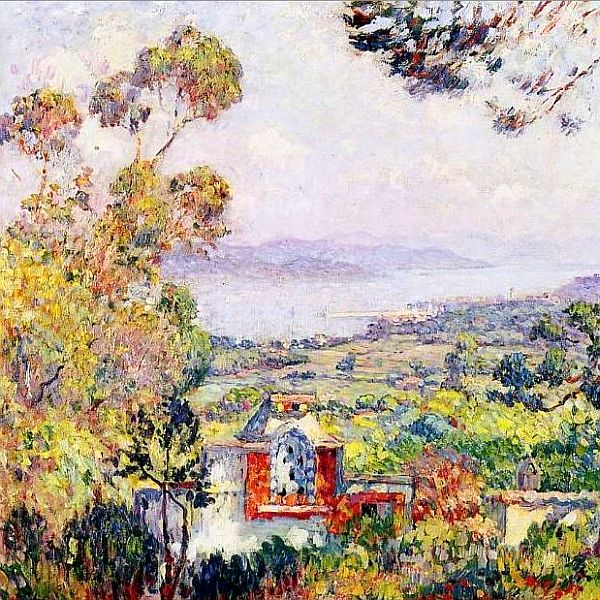
Port de Saint-Tropez
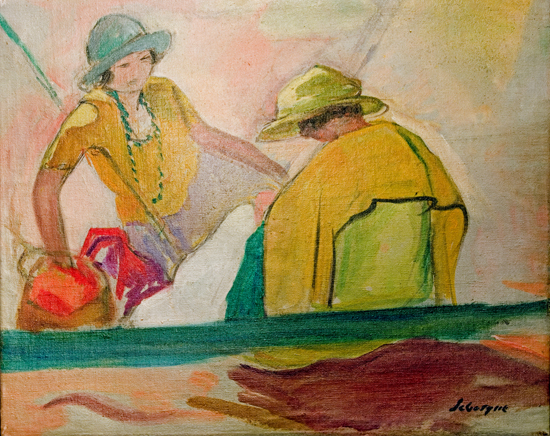
Deux filles sur la plage
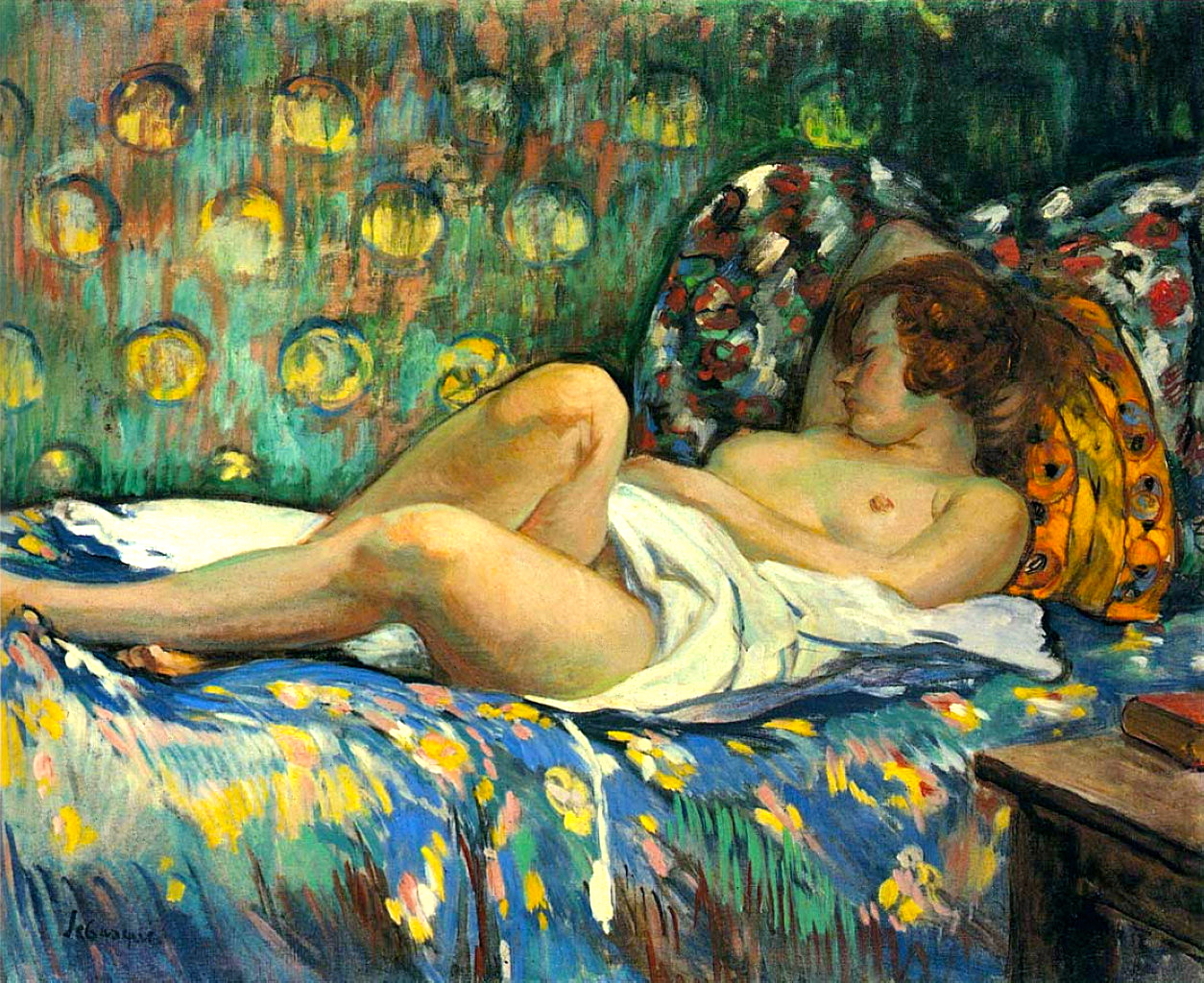
Nu endormi
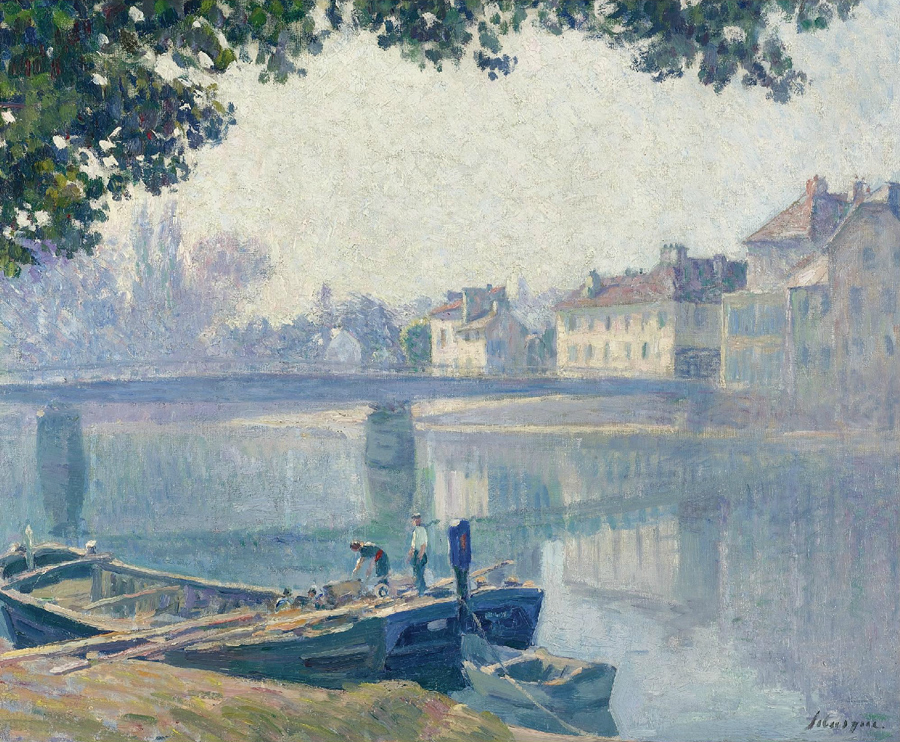
La bords de la Marne
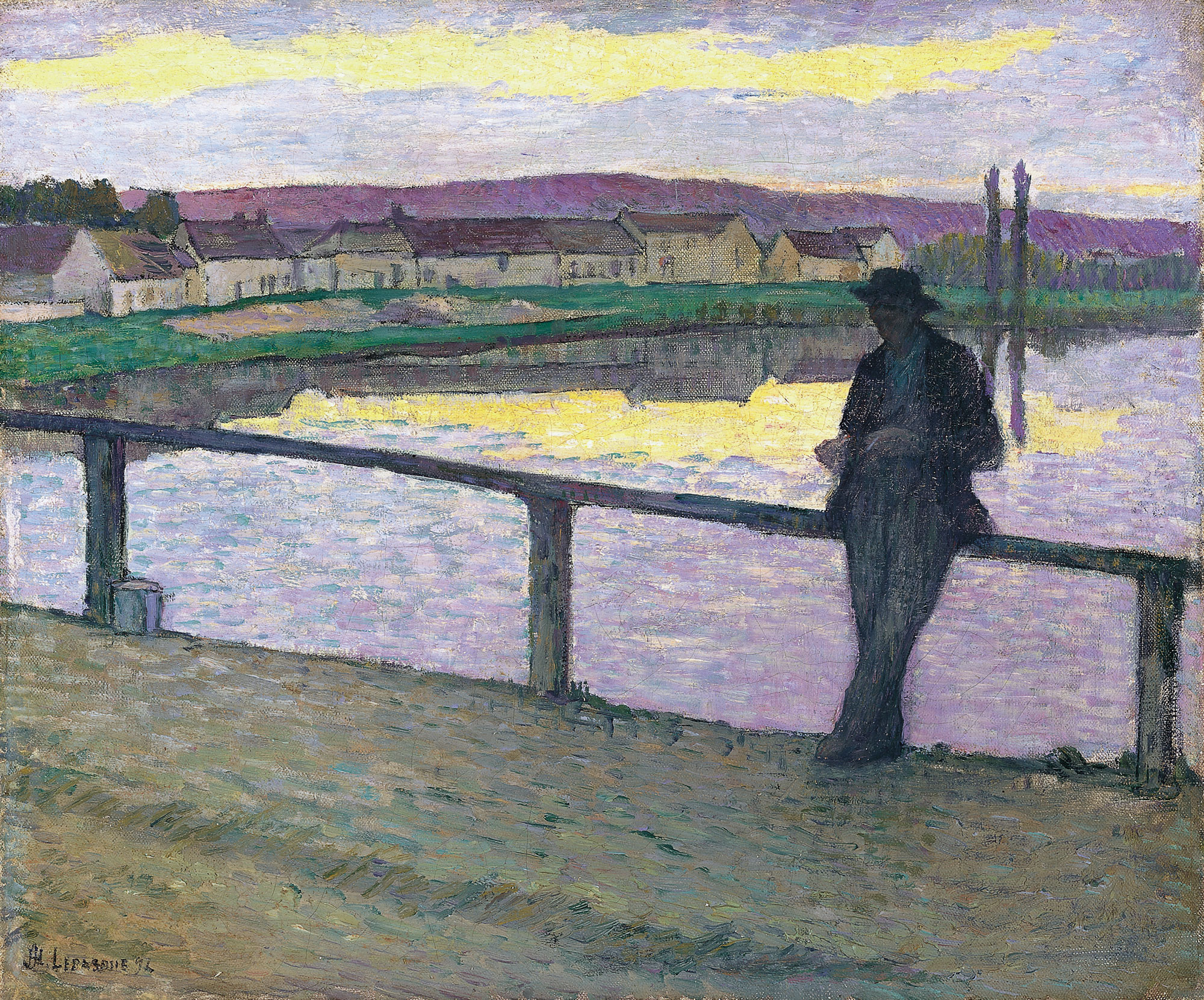
Coucher de soleil sur Pont-Aven
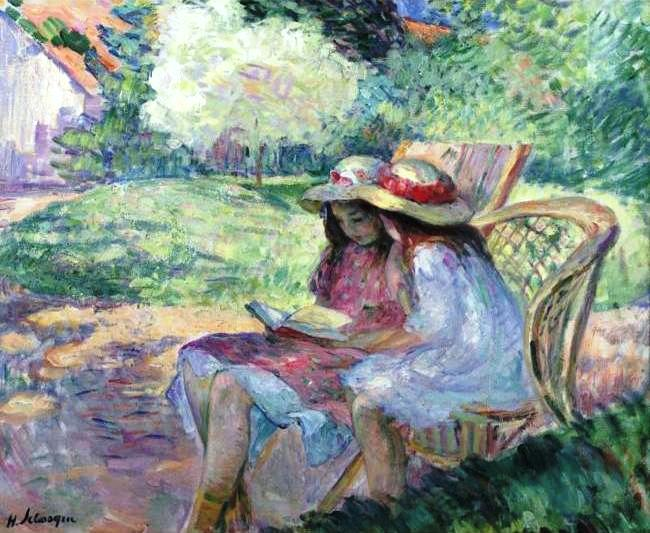
Deux filles lisant